# Confer
« cf » redirige ici. Pour les autres significations, voir CF.
Confer, le plus souvent utilisé sous la forme abrégée « cf. », et parfois également abrégé « conf. » ou « cfr » (sans point), est une expression latine utilisée en français et dans d’autres langues pour inviter le lecteur à consulter un autre ouvrage, ou un autre passage du même ouvrage. Selon les usages en matière d'édition, cette abréviation ne s'écrit pas en italique, contrairement aux autres abréviations d'origine latine, comme i. e. ou op. cit..

## Origine
L'expression est une forme du verbe conferre, qui signifie « rapprocher », « joindre », « réunir », à la deuxième personne du singulier de l'impératif présent. Elle peut donc se traduire par « compare, rapproche » ou « mets en parallèle ». En français, elle a pris le sens de « se reporter à » ou « voir »,.

## Équivalents dans d’autres langues
Pour le même usage, parfois en concurrence avec « cf. », d’autres langues utilisent d’autres formes :
- l’anglais utilise « q.v. » (quod vide)[9], signifiant « auquel se référer »[10] ou compare (c'est-à-dire « comparer »)[11] ;
- l’allemand utilise « vgl. », pour Vergleiche, que l'on peut traduire par « comparer » à l'impératif[12].

## Cas particulier de la taxonomie
En biologie, « cf. » est employé, dans la nomenclature binomiale, pour indiquer qu’un spécimen ressemble à une espèce connue sans en avoir toutes les caractéristiques. Il peut s'agir d'une espèce proche, d'une variété ou d'une simple forme atypique. Par exemple, « Laccaria cf. laccata » désigne un laccaire proche du très polymorphe laccaire laqué ; on peut comprendre cette indication comme signifiant « voir dans le groupe de laccata ». L’abréviation s'utilise souvent lorsqu'une identification laisse un doute minime qu'une analyse plus poussée, microscopique ou génétique, aurait permis de lever ; on peut alors l’interpréter comme signifiant « quasiment », « probablement » ou « vraisemblablement ».